# USA-202
USA-202または打ち上げ前の名称NRO Launch 26 (NROL-26) は、アメリカ国家偵察局(NRO)が現在運用中の、機密に指定されたアメリカ合衆国の偵察衛星である。この衛星は発展型オリオン(メンター)型のシギント偵察衛星の1基と考えられている。
Aviation Week & Space Technology誌によれば「これは基本的にアメリカの、最も大きな、最も機密性の高い、最も高価な軍用衛星を、世界最大の打上げロケットに搭載したものだ。」と述べている。衛星と打上げロケットの合計費用は、20億ドルを上回るだろうと推定されている。
アマチュアの人工衛星観測者達は、この衛星が隣接する商用通信衛星である Thuraya 2 の信号を盗聴しているのではないかと疑っていたが、この疑いは2016年9月9日にザ・インターセプトによって裏付けられた。これはエドワード・スノーデンがリークした秘密資料の一部に当たる。

## 打上げ
USA-202 は、ケープカナベラル空軍基地のSLC-37B打上げ複合施設から打上げられた。この打上げはデルタ IV Heavy ロケットを用いた打上げの3回目に当たる。打上げは当初2005年に行う予定であったが、様々な問題のため延期され、2009年1月18日、02:47 UTC に至ってようやく打ち上げられた。